# Lorenzo Balducci
Lorenzo Balducci (ur. 4 września 1982 w Rzymie) – włoski aktor.

## Kariera
Po raz pierwszy zadebiutował rolą syna Ludwika IX na ekranie we włoskim dramacie przygodowym fantasy Zadanie rycerzy (I Cavalieri che fecero l'impresa, 2001) u boku Raoula Bovy, Marco Leonardiego, Edwarda Furlonga, Thomasa Kretschmanna, Edmunda Purdoma i F. Murraya Abrahama. Niedługo potem zagrał postać policjanta w komedii Księżycowe opętanie (Stregati dalla luna, 2001) z Marią Grazią Cucinottą. Popularność wśród telewidzów przyniósł mu udział w serialu Zauroczenie 5 (Incantesimo 5, 2002), gdzie pojawił się jako Giampiero Denzi, oraz telefilm Dobry papież (Il papa buono, 2003)) z tytułową rolą Boba Hoskinsa. Uznanie zdobył rolą Steve’a w dramacie André Téchiné Świadkowie (Les témoins, 2007)
Od początku swojej kariery w 2001 zadebiutował w ponad 30 filmach.

## Życie prywatne
Lorenzo otwarcie przyznaje się do bycia gejem.

## Filmografia
- 2001: Ostatni pocałunek (L'ultimo bacio)
- 2002: El Alamein: Na linii ognia (El Alamein – La linea del fuoco) jako żołnierz
- 2003: To nie nasza wina (Ma che colpa abbiamo noi) jako Manuel
- 2003: Dobry papież (Il papa buono) jako Don Carlo
- 2006: Kamienny krąg (Le concile de Pierre) jako inspektor Frank Neves
- 2007: Czarne słońce (Sole nero) jako Manfredi
- 2007: Wycieczka do Maroka (Last Minute Marocco) jako Giacomo
- 2007: Świadkowie (Les témoins) jako Steve
- 2009: Ja, Don Giovanni (Io, Don Giovanni) jako Lorenzo Da Ponte